# Classe Rotterdam

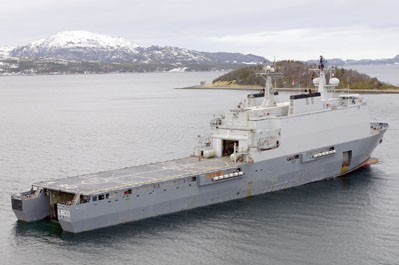
O HNLMS Rotterdam, o primeiro navio da classe.

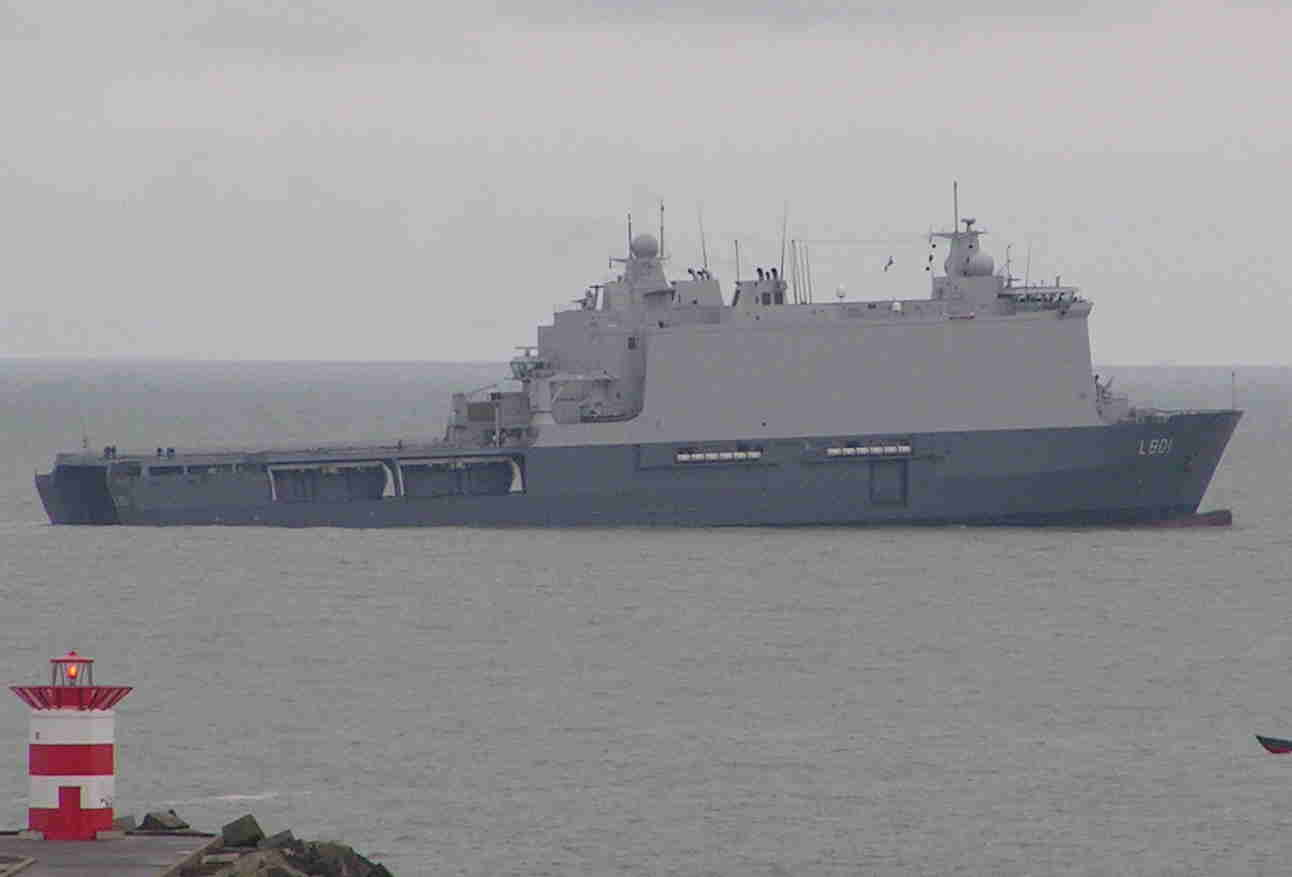
O HNLMS Johan de Witt, o segundo navio da classe.

A Classe Rotterdam é uma classe de navios de assalto anfíbio da Marinha da Holanda. Foi um projeto conjunto entre Holanda e Espanha, que também resultou na Classe Galicia, da Marinha da Espanha.

## Navios na classe
| Nº na amurada | Nome          | Construtor           | Batimento de quilha   | Lançamento         | Fatalidade   |
| ------------- | ------------- | -------------------- | --------------------- | ------------------ | ------------ |
| L800          | Rotterdam     | Schelde Shipbuilding | 25 de janeiro de 1996 | fevereiro de 1997  | Em atividade |
| L801          | Johan de Witt | Schelde Shipbuilding | 16 de junho de 2003   | 13 de maio de 2006 | Em atividade |